# Congresso per il Cambiamento Progressista
Esempio
Il Congresso per il Cambiamento Progressista (in inglese: Congress for Progressive Change) è stato un partito politico di orientamento progressista e federalista attivo in Nigeria dal 2009 al 2013.
In occasione delle elezioni presidenziali del 2011 sostenne la candidatura di Muhammadu Buhari, che conseguì il 32% dei voti e che fu sconfitto al primo turno da Goodluck Jonathan, esponente del Partito Democratico Popolare.
Nel 2013 è confluito in un nuovo soggetto politico, il Congresso di Tutti i Progressisti, insieme a Congresso d'Azione della Nigeria (ACN), Partito del Popolo di Tutta la Nigeria (ANPP) e ad una parte della Grande Alleanza di Tutti i Progressisti (APGA).